# 핫 셸 레이
핫 셸 레이(Hot Chelle Rae)는 미국의 팝 록 밴드이다.